# Premier Mine
Прем'єр (Premier) — копальня (рудник) і родовище алмазів у ПАР.

## Історія
Алмази добуваються з люльки Прем'єр — одного з найбагатших родовищ світу — майже 100 років.

## Характеристика
На початку XXI ст. копальня має продуктивність близько 3,5 млн т руди на рік, сер. вміст алмазів в руді близько 0.61 кар./т. Копальня дає надзвичайно велику кількість дуже великих і дуже цінних каменів: за весь час роботи на ній видобуто близько 300 алмазів вагою понад 400 кар. — 25 % всіх таких алмазів, видобутих у світі, в тому числі і найбільш великий — «Куллінан» (Cullinan). Тому Прем'єр — єдиний рудник компанії De Beers, де вже на первинній дробарці застосовуються рентгенівські апарати «Sortex».
Розроблений проект «C-Cut», що передбачає будівництво нового експлуатаційного горизонту на глибині до 1100 м, що може продовжити термін роботи копальні ще як мінімум на 20 років. Площа трубки на цій глибині меншає до 15 га (проти 32 га на поверхні і 19 га — на глибині 763 м). Планують продовжити відробляння родовища блоковим методом з відкритим виробленим простором, збільшення продуктивності рудника до 9 млн т руди (6 млн кар. алмазів) на рік з одночасним зниженням в два рази виробничих витрат [Mining Journal. 1998. V.331, № 8505]. Проектом «C-Cut» передбачається проходка двох шахтних стовбурів глибиною 1200 м. Початок робіт — 2001 р, завершення — 2005. З 2005 — розвиток підземних комунікацій в рудному тілі, а в 2007 — підрубка для блокового обвалення. Проектна висота блоків — 300 м. Першу продукцію новий рудник (проект «C-Cut») повинен дати в 2007 р., а вихід його на повну продуктивність в 6 млн т планується в 2011 р.
Загальні ресурси родовища — 336 млн т руди з сер. вмістом 0.458 кар./т, що відповідає 154 млн кар. [De Beers Annual Report 2000. Kimberly, 2001].

## Технологія розробки
Після завершення понад 50 років тому відкритої експлуатації (в рамках проекту «A-Cut») на руднику ведеться підземний видобуток до глибини 732 м за проектом «B-Cut». При сучасному рівні видобутку запасів родовища, підрахованих до цієї глибини, вистачить до 2010 р.